# Intimate wash
Intimate wash is een studioalbum van Iain Matthews. In het vervolg op Live alone is dit ook een album dat geheel is volgespeeld door Iain Matthews zelf. Ditmaal gebeurde dat op twee dagen in april 1993 in de Congress House Studio te Austin (Texas). De man achter de knoppen ter bediening van de DAT was Mark Hallman, destijds Matthews’ vast muziekmaatje. 

## Muziek
Alle van Matthews, tenzij vermeld

| Nr. | Titel                                             | Duur |
| --- | ------------------------------------------------- | ---- |
| 1.  | True location of the heart                        |      |
| 2.  | Galway to Graceland (Richard Thompson)            |      |
| 3.  | I drove                                           |      |
| 4.  | Nobody eats at Linebaughs anymore (John Hartford) |      |
| 5.  | A cross to bear                                   |      |
| 6.  | In London                                         |      |
| 7.  | Call the tune                                     |      |
| 8.  | Girl with the clouds in her eyes                  |      |
| 9.  | Timing                                            |      |
| 10. | For better or worse                               |      |
| 11. | Desert Inn                                        |      |
| 12. | Just one look                                     |      |
| 13. | Jumping of the roof                               |      |
| 14. | Ballad of Gruene Hall                             |      |
| 15. | Evening sun                                       |      |

Cd 1: Nights in Manhattan · Cd 2: Live alone · Cd 3: Intimate wash · Cd 4: Camouflage · Cd 5: Woodshedding